# Une vie ailleurs
Ne doit pas être confondu avec La Vie ailleurs.
Pour plus de détails, voir Fiche technique et Distribution.
Une vie ailleurs est un film français réalisé par Olivier Peyon, sorti en 2017.

## Synopsis
C’est en Uruguay que Sylvie retrouve enfin la trace de son fils, enlevé il y a quatre ans par son ex-mari. Avec l'aide précieuse de Mehdi, elle part le récupérer mais arrivés là-bas, rien ne se passe comme prévu : l'enfant, élevé par sa grand-mère et sa tante, semble heureux et épanoui. Sylvie réalise alors que Felipe a grandi sans elle et que sa vie est désormais ailleurs.

## Fiche technique
- Titre original : Une vie ailleurs
- Réalisation : Olivier Peyon
- Scénario : Olivier Peyon et Cécilia Rouaud
- Musique : Nicolas Kuhn
- Photographie : Alexis Kavyrchine
- Montage : Tina Baz
- Montage son : Dominique Vieillard
- Costumes : Adriana Levin et Bethsabée Dreyfus
- Production : Bertrand Faivre
  - Coproduction : Alexander Akoka et Philippe Akoka
  - Production associée : Agustina Chiarino et Fernando Epstein
- Sociétés de production : Le Bureau, en coproduction avec Mutante Cine, en association avec la SOFICA Cofinova 13
- Distributeur France : Haut et Court
- Pays d'origine :  France
- Genre : comédie
- Durée : 96 minutes
- Dates de sortie : 
  - France : 18 mars 2017 (Festival de Valenciennes) ; 22 mars 2017 (sortie nationale)
  - Suisse : 29 mars 2017 (Suisse romande)

## Distribution
- Isabelle Carré : Sylvie, la mère de Felipe
- Ramzy Bedia : Mehdi
- Maria Dupláa : Maria, la tante paternelle de Felipe
- Dylan Cortes : Felipe
- Virginia Méndez : Norma, la mère de Maria
- Lucas Barreiro : Hector
- Olivier Ruidavet : le consul Nevoux
- Flavio Quintana : Luis
- Gabriela Freire : Florencia, la nouvelle réceptionniste de l'hôtel à Montevideo

## Tournage
Le film s'est tourné en Uruguay (quelques scènes à Montevideo et la plupart des scènes à Florida, une petite ville du centre de l'Uruguay).

## Autour du film
- À l'origine, Olivier Peyon souhaitait tourner en Argentine mais il a finalement posé ses caméras en Uruguay. Le cinéaste a commencé par faire beaucoup de repérages dans ce pays jusqu'au moment où il a rencontré Fernando Epstein, le producteur de Whisky, le premier gros succès international du cinéma uruguayen. Il se souvient :"J’ai absolument voulu travailler avec lui comme coproducteur (le producteur français étant Bertrand Faivre) car sa manière de faire était totalement en adéquation avec la nôtre : des films sans forcément beaucoup de moyens, mais où on sentait une énergie et une nécessité vitale. On parlait la même langue. J’ai commencé des repérages en Uruguay (qui est culturellement et géographiquement très proche de l’Argentine, un peu comme la Belgique et la France) et j’ai trouvé cette petite ville incroyablement : Florida[1]. ."

- Olivier Peyon a tout de suite pensé à Isabelle Carré pour le rôle de Sylvie mais c'est plus précisément la prestation de l'actrice dans Le Refuge de François Ozon qui a convaincu le metteur en scène. Dans Une vie ailleurs, Carré a un rôle à contre-emplois puisqu'elle est, au début du film, un peu antipathique, sèche et insaisissable[1].

- Isabelle Carré a suggéré à Olivier Peyon d'engager Ramzy Bedia. Les deux comédiens avaient par le passé tourné ensemble dans Des Vents contraires de Jalil Lespert[1].

- Lors du casting, le réalisateur n'avait pas retenu Dylan Cortes, le petit garçon qui interprète Felipe, qu'il trouvait presque trop parfait et qui ne parlait pas un mot de français. C'est le producteur Bertrand Faivre qui a conseillé au cinéaste d'inclure l'enfant dans le casting final et c'est à ce moment qu'il a été choisi. Pour l'occasion, Cortez, qui était déjà comédien, a appris le français[1].

- Olivier Peyon avait écrit le rôle de Maria pour Érica Rivas qu'il connaît depuis une dizaine d’années. Mais après le succès international des Nouveaux Sauvages dans lequel elle jouait la mariée dans le sketch final, la comédienne n'était plus disponible et c'est pour cette raison qu'il a fait appel à Maria Dupláa, laquelle ne parlait pas non plus français[1].